# 刘朝瑞
刘朝瑞（1958年6月8日—），男，汉族，河南淅川县盛湾镇人。1976年8月参加工作，1983年5月入党，硕士研究生毕业。曾任南阳市政协主席，南阳市人大常委会主任。

## 简历
1991年12月，任南召县副县长；1993年12月，任南召县委常委、常务副县长(1993年9月—1996年7月在河南农业大学农业经济管理系学习)；1996年2月，南阳市乡镇企业局局长(1997年9月—1999年6月在河南大学国民经济系专业研究生课程进修班学习)；
1998年8月，任西峡县县长；2000年8月，任中共西峡县委书记；
2003年11月，任中共南阳市委常委、邓州市委书记；2011年8月，任南阳市委常委、统战部部长；
2014年3月，任南阳市政协主席；2018年9月，转任南阳市人大常委会主任。2022年2月卸任市人大主任。